# Martermühle
Martermühle ist ein Ortsteil der Gemeinde Aßling im Landkreis Ebersberg im Regierungsbezirk Oberbayern.

## Geographische Lage
Der Weiler steht circa einen Kilometer östlich des alten Ortskerns von Aßling am linken Hangfuß des Tals der Attel und grenzt an das bis dorthin ausgedehnte Pfarrdorf. An der Mühle auf einer Höhe von 486 m ü. NHN, in der sich ein Café mit Kaffeerösterei befindet, fließt der Röhrenbach vorbei, der weniger als 400 Meter weiter abwärts im Südwesten von links dem Fluss zumündet. Unmittelbar südlich grenzt ein kleines Gewerbegebiet an.
Der Ort liegt an der Kreisstraße 20 nach Emmering.

## Baudenkmäler
Siehe: Liste der Baudenkmäler in Martermühle